# Nekrolog 4. Quartal 1902
Nekrolog
◄◄
| ◄
| 1898
| 1899
| 1900
| 1901
| 1902 | 1903 | 1904 | 1905 | 1906 | ► | ►►
1. Quartal |
2. Quartal |
3. Quartal |
4. Quartal 1902
Weitere Ereignisse | Allgemeiner Nekrolog 1902
Die Beschreibung der verstorbenen Person sollte so kurz wie möglich gehalten sein und nur deren signifikante Tätigkeit(en) enthalten.
Neue Namen ggf. auch unter dem Geburts- und Sterbedatum, also etwa unter 1. Januar und im Geburts- und Sterbejahr (2024) eintragen (nur bei entsprechender großer Wichtigkeit). Für Beispiele siehe die schon vorhandenen Artikel.
Außerdem über die fünf zuletzt Verstorbenen, zu denen es einen ausreichend guten Artikel für eine Präsentation auf der Hauptseite gibt, nach der todesbedingten Überarbeitung der Artikel ggf. auch unter Wikipedia Diskussion:Hauptseite informieren und sie am besten auch in den anderen Wikipedia-Sprachversionen eintragen. Tipp: Regelmäßig bei news.google.de nach „ist tot“, „gestorben“ oder „verstorben“ suchen.
Wenn eine Person gestorben ist, gibt es viele Seiten zu dieser Person in der Wikipedia, die davon auch betroffen sind und entsprechend aktualisiert werden müssen. Beispiele: Namenübersichtsseite, Geburtsjahr, Geburtsort-Seiten und viele mehr.
Wie finde ich die betroffenen Seiten?
Im Suchfeld auf der linken Seite gibt man den Suchbegriff so ein: „Vorname Nachname“. Dann klickt man auf Volltext und alle Seiten mit entsprechendem Suchtext werden aufgerufen. Hier sieht man dann schnell, wo auch das Todesjahr Sinn macht oder sogar ein Teil des Artikels angepasst werden muss. Auch hilft das „Werkzeug“ auf der linken Seite sehr gut, um solche Seiten aufzufinden: „Links auf diese Seite“. Somit ist die Wikipedia wieder aktuell in allen Bereichen! Hinweis: bei Eintragung der Kategorie „Gestorben JAHR“ wird der Missbrauchsfilter 49 ausgelöst, was jedoch nicht schlimm ist. Siehe: Spezial:Missbrauchsfilter/49
Dies ist eine Liste von im vierten Quartal 1902 verstorbenen bekannten Persönlichkeiten. Die Einträge erfolgen innerhalb der einzelnen Daten alphabetisch sortiert. Tiere sind im Nekrolog für Tiere zu finden.

## Oktober
| Tag         | Name                           | Beruf, bekannt als | Alter | Beleg |
| ----------- | ------------------------------ | --- | ----- | ----- |
| 1. Oktober  | Stanislaus von Chlapowski      | deutscher Offizier, Gutsbesitzer und Politiker, MdR                                                                      | 80    |       |
| 1. Oktober  | Carl Grasser                   | österreichischer Waffenfabrikant                                                                                         | 57    |       |
| 1. Oktober  | Peter Neckermann               | deutscher Metzgermeister und Politiker (Zentrum), MdR                                                                    | 60    |       |
| 1. Oktober  | Hermann Zimmermann             | deutscher Richter und Mitglied des Preußischen Abgeordnetenhauses                                                        | 45    |       |
| 2. Oktober  | Frank Jones                    | US-amerikanischer Politiker                                                                                              | 70    |       |
| 2. Oktober  | Karl Emil Jung                 | deutscher Lehrer, Forschungsreisender und Geograph                                                                       | 69    |       |
| 2. Oktober  | Gustav Kauffmann               | deutscher Jurist und Politiker (DFP), MdR                                                                                | 48    |       |
| 2. Oktober  | Karl Otto                      | deutscher Maler und Porzellanmaler                                                                                       | 72    |       |
| 2. Oktober  | Johann Weitzer                 | österreichischer Industrieller                                                                                           | 71    |       |
| 2. Oktober  | John Whiteaker                 | US-amerikanischer Politiker                                                                                              | 82    |       |
| 3. Oktober  | Hermann Eulenberg              | deutscher Mediziner | 88    |       |
| 3. Oktober  | Eugen Liebendörfer             | erster deutscher Missionsarzt in Indien und Mitbegründer des Vereins für ärztliche Mission, aus dem das DIFÄM hervorging | 50    |       |
| 3. Oktober  | Carl August Walbrodt           | deutscher Schachspieler                                                                                                  | 30    |       |
| 4. Oktober  | Charles Nelson Clark           | US-amerikanischer Politiker                                                                                              | 75    |       |
| 4. Oktober  | Lionel Johnson                 | englischer Poet, Autor und Kritiker                                                                                      | 35    |       |
| 4. Oktober  | Peter Soemer                   | deutscher Theologe und Dichter                                                                                           | 70    |       |
| 5. Oktober  | Max Bürger                     | deutscher Opernsänger (Tenor)                                                                                            | 48    |       |
| 5. Oktober  | Josef Veiter                   | österreichischer Bildhauer und Maler                                                                                     | 83    |       |
| 6. Oktober  | John Hall Gladstone            | britischer Chemiker | 75    |       |
| 6. Oktober  | John Baldwin Neil              | Gouverneur des Idaho-Territoriums                                                                                        | 60    |       |
| 6. Oktober  | George Rawlinson               | britischer Historiker und Geistlicher der Kirche von England                                                             | 89    |       |
| 6. Oktober  | Friedrich Franz von Waldersee  | preußischer Generalleutnant                                                                                              | 72    |       |
| 7. Oktober  | Emmerich Andresen              | deutscher Bildhauer und Porzellangestalter                                                                               | 59    |       |
| 7. Oktober  | Johann Daniel Felsko           | deutsch-baltischer Architekt, Stadtplaner und Stadtbaumeister von Riga                                                   | 88    |       |
| 7. Oktober  | William W. Grout               | US-amerikanischer Politiker                                                                                              | 66    |       |
| 7. Oktober  | Stephan Jakob Neher            | deutscher katholischer Theologe und Kirchenhistoriker                                                                    | 73    |       |
| 7. Oktober  | Stevan D. Popović              | serbischer Kultusminister und Pädagoge                                                                                   | 58    |       |
| 8. Oktober  | Alexander Batta                | Cellist und Komponist | 86    |       |
| 8. Oktober  | Tadej Rylskyj                  | ukrainischer sozialer und kultureller Aktivist, Journalist, Anthropologe und Ökonom                                      | 61    |       |
| 9. Oktober  | Presley T. Glass               | US-amerikanischer Politiker                                                                                              | 77    |       |
| 10. Oktober | Hermann Einstein               | deutscher Elektrotechniker und Unternehmer, Vater Albert Einsteins                                                       | 55    |       |
| 11. Oktober | John Levi Sheppard             | US-amerikanischer Politiker                                                                                              | 50    |       |
| 12. Oktober | Felix Hettner                  | deutscher Provinzialrömischer Archäologe                                                                                 | 51    |       |
| 12. Oktober | Carl Lauzil                    | österreichischer Architekt                                                                                               | 60    |       |
| 12. Oktober | Otto Schramm                   | deutscher Unternehmer | 56    |       |
| 13. Oktober | Peter Brotherhood              | britischer Ingenieur | 64    |       |
| 13. Oktober | August Lürman                  | deutscher Staatsanwalt, Bremer Senator und Bürgermeister                                                                 | 82    |       |
| 15. Oktober | Georg Aloys Schmitt            | deutscher Komponist und Hofkapellmeister                                                                                 | 75    |       |
| 15. Oktober | Johannes Bockendahl            | deutscher Arzt | 75    |       |
| 16. Oktober | Ida Craddock                   | amerikanische Autorin und Vorkämpferin der sexuellen Revolution                                                          | 45    |       |
| 17. Oktober | Franz Krones                   | österreichischer Historiker                                                                                              | 66    |       |
| 17. Oktober | Hugo Schwanert                 | deutscher Chemiker | 73    |       |
| 18. Oktober | Carl Spindler                  | deutscher Unternehmer | 60    |       |
| 19. Oktober | Jacob Nicolaas Bastert         | niederländischer Politiker, Abgeordneter und Minister                                                                    | 75    |       |
| 19. Oktober | Francis Courchinoux            | französischer römisch-katholischer Geistlicher und Dichter okzitanischer Sprache                                         | 43    |       |
| 19. Oktober | Alfred Richard Cecil Selwyn    | britischer Geologe | 78    |       |
| 20. Oktober | Julie Wilhelmine Hagen-Schwarz | baltendeutsche Malerin                                                                                                   | 77    |       |
| 20. Oktober | Ludwig Hartmann                | deutscher Pferdemaler | 67    |       |
| 20. Oktober | Karl Gustav Limpricht          | Botaniker und Bryologe                                                                                                   | 68    |       |
| 21. Oktober | Albert Bielschowsky            | deutscher Literaturwissenschaftler, Goethe-Forscher                                                                      | 55    |       |
| 21. Oktober | Emerson Etheridge              | US-amerikanischer Politiker                                                                                              | 83    |       |
| 21. Oktober | Julius Geertz                  | deutscher Maler | 65    |       |
| 21. Oktober | Ulrich von Saint-Paul-Illaire  | deutscher Marineoffizier und Politiker, MdR                                                                              | 69    |       |
| 21. Oktober | Caesar Scharff                 | deutscher Bildhauer | 37    |       |
| 22. Oktober | Wilhelm Böckmann               | deutscher Architekt | 70    |       |
| 22. Oktober | John Faed                      | schottischer Maler | 83    |       |
| 22. Oktober | Walter Hauser                  | Schweizer Politiker | 65    |       |
| 22. Oktober | Hermann Trautschold            | deutsch-russischer Geologe und Paläontologe                                                                              | 85    |       |
| 22. Oktober | Francesco Vinea                | italienischer Maler | 57    |       |
| 23. Oktober | John H. Bagley junior          | US-amerikanischer Politiker                                                                                              | 69    |       |
| 23. Oktober | Alfonso Cossa                  | italienischer Chemiker                                                                                                   | 68    |       |
| 23. Oktober | Cyrus D. Prescott              | US-amerikanischer Jurist und Politiker                                                                                   | 66    |       |
| 23. Oktober | Charles A. Russell             | US-amerikanischer Politiker                                                                                              | 50    |       |
| 24. Oktober | Richard von Swaine             | deutscher Industrieller und Politiker (LRP), MdR                                                                         | 72    |       |
| 25. Oktober | Josiah Hayden Drummond         | US-amerikanischer Anwalt und Politiker                                                                                   | 75    |       |
| 25. Oktober | Frank Norris                   | US-amerikanischer Schriftsteller                                                                                         | 32    |       |
| 25. Oktober | Henry Probasco                 | US-amerikanischer Unternehmer und Kunstsammler                                                                           | 82    |       |
| 25. Oktober | John Teague                    | britisch-kanadischer Architekt                                                                                           | 69    |       |
| 25. Oktober | William Vaughan                | englischer römisch-katholischer Bischof von Plymouth                                                                     | 88    |       |
| 26. Oktober | Elizabeth Cady Stanton         | US-amerikanische Bürgerrechtlerin und Frauenrechtlerin in den USA                                                        | 86    |       |
| 27. Oktober | Robert Adolph Kellner          | deutscher Industrieller und Politiker (Nationalliberale), MdL                                                            | 60    |       |
| 27. Oktober | Bernhard Schweineberg          | deutscher Politiker, Mitglied des Preußischen Herrenhauses                                                               | 74    |       |
| 27. Oktober | Emil Wünsche                   | deutscher Unternehmer in der Fotoindustrie                                                                               | 38    |       |
| 28. Oktober | Anton Bettendorf               | deutscher Chemiker | 63    |       |
| 28. Oktober | Friedrich Wilhelm Goebel       | preußischer Gerichtssekretär und Heimatkundler                                                                           | 90    |       |
| 28. Oktober | Hermine Schuh                  | deutsche Botanikerin | 83    |       |
| 29. Oktober | Carl Brandenburg               | deutscher Politiker und Jurist, Abgeordneter Preußischen Abgeordnetenhauses, MdR                                         | 68    |       |
| 30. Oktober | Anton Kangel                   | österreichischer Bildhauer                                                                                               | 77    |       |
| 30. Oktober | Eugène Müntz                   | französischer Kunsthistoriker                                                                                            | 57    |       |
| 31. Oktober | Jean-Baptiste Colyns           | belgischer Violinist, Musikpädagoge und Komponist                                                                        | 67    |       |
| 31. Oktober | Cornélie Huygens               | niederländische Feministin, Autorin und Sozialdemokratin                                                                 | 54    |       |
| 31. Oktober | Joseph Lingens                 | deutscher Politiker (Zentrum), MdR                                                                                       | 84    |       |
| 31. Oktober | Gustav Paulus                  | preußischer Generalleutnant                                                                                              | 60    |       |
| 31. Oktober | Hugo Schröder                  | Optiker in Hamburg | 68    |       |
| 31. Oktober | Alan Wood                      | US-amerikanischer Politiker                                                                                              | 68    |       |
|             | Antonie Baumeister             | deutsche Theaterschauspielerin                                                                                           | 59    |       |

## November
| Tag          | Name                               | Beruf, bekannt als                                                         | Alter | Beleg |
| ------------ | ---------------------------------- | -------------------------------------------------------------------------- | ----- | ----- |
| 1. November  | Eugen Hahn                         | deutscher Chirurg                                                          | 61    |       |
| 2. November  | Marianne Rhodius                   | deutsche Stifterin und Philanthropin                                       | 88    |       |
| 3. November  | Ferdinand Knab                     | deutscher Maler                                                            | 65    |       |
| 3. November  | Heinrich Rickert                   | deutscher Politiker (NLP, DFP, FVg), MdR                                   | 68    |       |
| 4. November  | Dory Petersen                      | deutsche Pianistin und Musikpädagogin                                      | 42    |       |
| 6. November  | Alphonse Beck                      | Schweizer Mediziner und Politiker                                          | 80    |       |
| 6. November  | Max Blum                           | Kaufmann und plattdeutscher Schriftsteller                                 | 37    |       |
| 7. November  | William H. Bulkeley                | US-amerikanischer Politiker                                                | 62    |       |
| 7. November  | Louis-Hector Pron                  | französischer Landschaftsmaler                                             | 84    |       |
| 8. November  | Felix Campbell                     | US-amerikanischer Politiker                                                | 73    |       |
| 8. November  | Hinrich Nitsche                    | deutscher Zoologe, Forstwissenschaftler und Hochschullehrer                | 57    |       |
| 8. November  | Lorenz Vogel                       | deutscher Maler                                                            | 56    |       |
| 9. November  | Karl Ludwig von Bruck              | österreichisch-ungarischer Diplomat                                        | 71    |       |
| 9. November  | William Henry Gleason              | US-amerikanischer Politiker                                                | 73    |       |
| 9. November  | Francis Celeste Le Blond           | US-amerikanischer Politiker                                                | 81    |       |
| 9. November  | Max Tappenbeck                     | deutscher Verwaltungsbeamter                                               | 38    |       |
| 11. November | Wilhelm Lauser                     | deutscher Publizist und Historiker                                         | 66    |       |
| 12. November | William Henry Barlow               | britischer Bauingenieur                                                    | 90    |       |
| 12. November | Ogden Nicholas Rood                | US-amerikanischer Physiker                                                 | 71    |       |
| 13. November | Edward Frederick Brewtnall         | englischer Maler                                                           | 56    |       |
| 14. November | Wilhelm Biese                      | deutscher Klavierbauer und Fabrikant international exportierter Pianinos   | 80    |       |
| 14. November | Mary Estlin                        | englisch-britische Abolitionistin                                          | 82    |       |
| 14. November | Sándor Országh                     | ungarischer Stadtplaner und Politiker                                      | 66    |       |
| 14. November | Burkhard von Schmeling             | preußischer Generalleutnant                                                | 79    |       |
| 15. November | Clifton B. Beach                   | US-amerikanischer Politiker (Republikanische Partei)                       | 57    |       |
| 15. November | George Thoms                       | deutsch-baltischer Agrikulturchemiker                                      | 59    |       |
| 16. November | George Alfred Henty                | englischer Schriftsteller und Kriegsberichterstatter                       | 69    |       |
| 16. November | Eduard von Sachsen-Weimar-Eisenach | britischer Feldmarschall                                                   | 79    |       |
| 16. November | Gustav Adolf Schimmer              | österreichischer Statistiker, Demograf und Publizist                       | 74    |       |
| 17. November | Julius Victor Berger               | österreichischer Maler                                                     | 52    |       |
| 17. November | Leonard Landois                    | deutscher Physiologe                                                       | 64    |       |
| 18. November | Eduard Hiller                      | deutscher Dialektdichter                                                   | 83    |       |
| 19. November | Philipp Arons                      | deutscher Genre- und Porträtmaler                                          | 81    |       |
| 19. November | Alfred Sotier                      | deutscher Arzt                                                             | 69    |       |
| 20. November | Eduard Jan Brynych                 | Bischof von Königgrätz                                                     | 56    |       |
| 20. November | Manuel S. Corley                   | US-amerikanischer Politiker                                                | 79    |       |
| 20. November | Christoph Friedrich Eppler         | Schweizer evangelischer Theologe und Kirchenlieddichter                    | 80    |       |
| 20. November | Heinrich Kienitz                   | deutscher Jurist und Politiker                                             | 71    |       |
| 20. November | Theodor Liedtcke                   | deutscher Schauspieler                                                     | 74    |       |
| 20. November | Jabez G. Sutherland                | US-amerikanischer Rechtsanwalt, Richter und Politiker                      | 77    |       |
| 21. November | Joseph Rolshoven                   | deutscher Verwaltungsbeamter                                               | 60    |       |
| 22. November | Gaetano Aloisi Masella             | italienischer Geistlicher, Kardinal                                        | 76    |       |
| 22. November | Placi Condrau                      | Bündner Politiker und Publizist                                            | 83    |       |
| 22. November | Friedrich Alfred Krupp             | deutscher Industrieller und Politiker, MdR                                 | 48    |       |
| 22. November | Hans Manussi                       | österreichischer Theaterschauspieler und -regisseur sowie Theaterintendant | 52    |       |
| 22. November | Mary Jane Peale                    | amerikanische Malerin                                                      | 75    |       |
| 22. November | Walter Reed                        | US-amerikanischer Bakteriologe                                             | 51    |       |
| 22. November | William Chandler Roberts-Austen    | britischer Metallurg                                                       | 59    |       |
| 22. November | Septimus Winner                    | US-amerikanischer Liedtexter                                               | 75    |       |
| 23. November | Alfred Cluysenaar                  | belgischer Künstler                                                        | 65    |       |
| 23. November | Hermann Seuffert                   | deutscher Strafrechtsprofessor und Rechtspolitiker                         | 66    |       |
| 24. November | Ladislav Josef Čelakovský          | tschechischer Botaniker                                                    | 67    |       |
| 24. November | Edmund von Oefele                  | deutscher Historiker und bayerischer Staatsbeamter                         | 58    |       |
| 24. November | Carl Stauber                       | deutscher Genremaler, Illustrator; Karikaturist; Radierer und Lithograph   | 87    |       |
| 25. November | Antonio Gisbert                    | spanischer Maler, Direktor des Museo del Prado                             | 67    |       |
| 25. November | Thomas P. Ochiltree                | US-amerikanischer Politiker                                                | 65    |       |
| 26. November | Antanas Baranauskas                | litauischer Dichter, Mathematiker und Bischof                              | 67    |       |
| 26. November | William T. Cope                    | US-amerikanischer Offizier und Politiker                                   | 65    |       |
| 26. November | Christian Friedrich Maurer         | deutscher Historiker                                                       | 55    |       |
| 27. November | Georg Querfurth                    | deutscher Maschinenbauingenieur und Hochschullehrer                        | 64    |       |
| 27. November | Peter Witte                        | deutscher Kommunalpolitiker                                                | 80    |       |
| 28. November | Simon Waldstein                    | österreichischer Optiker                                                   |       |       |
| 29. November | Heinrich Hesse                     | deutscher Kaufmann und Politiker (Zentrum), MdR                            | 75    |       |
| 29. November | Friedrich Rüdorff                  | deutscher Chemiker und Hochschullehrer                                     | 70    |       |
| 29. November | Friedrich Schluckebier der Ältere  | deutscher Bildhauer                                                        | 56    |       |
| 30. November | Sigmund Engländer                  | österreichischer Journalist und Publizist                                  |       |       |
| 30. November | Nikolaus Joseph Hompesch           | deutscher Klavierpädagoge                                                  | 72    |       |
| 30. November | Nelson Augustus Moore              | amerikanischer Landschaftsmaler, Fotograf und Bildhauer                    | 78    |       |
| 30. November | Anton Stuxberg                     | schwedischer Zoologe, Forschungsreisender und Museumsleiter                | 53    |       |
|              | Mathilde Raven                     | deutsche Schriftstellerin                                                  | 85    |       |

## Dezember
| Tag          | Name                                | Beruf, bekannt als | Alter | Beleg |
| ------------ | ----------------------------------- | --- | ----- | ----- |
| 1. Dezember  | Hermann Geiger                      | deutscher Geistlicher, römisch-katholischer Theologe und Autor                                                         | 75    |       |
| 1. Dezember  | Lucien Muhlfeld                     | französischer Schriftsteller und Theaterkritiker                                                                       | 32    |       |
| 2. Dezember  | Richard Belcredi                    | österreichischer Ministerpräsident und Jurist                                                                          | 79    |       |
| 2. Dezember  | Ferdinand Stiefelhagen              | deutscher Domherr | 80    |       |
| 3. Dezember  | Arno von Arndt                      | preußischer General der Infanterie                                                                                     | 67    |       |
| 3. Dezember  | August Fritzsche                    | deutscher Sozialreformer                                                                                               | 86    |       |
| 3. Dezember  | Robert Lawson                       | neuseeländischer Architekt                                                                                             | 69    |       |
| 3. Dezember  | Hieronymus Lorm                     | österreichischer Schriftsteller und Erfinder eines Tastalphabets für Taubblinde                                        | 81    |       |
| 3. Dezember  | Karl Kubicki                        | Kaufmann und Politiker, MdR                                                                                            | 78    |       |
| 3. Dezember  | Prudente de Morais                  | brasilianischer Politiker                                                                                              | 61    |       |
| 3. Dezember  | Julius Schmarje                     | deutscher Autor und Lehrer                                                                                             | 58    |       |
| 3. Dezember  | Joseph Champlin Stone               | US-amerikanischer Politiker                                                                                            | 73    |       |
| 4. Dezember  | Alfred Eliab Buck                   | US-amerikanischer Offizier und Politiker                                                                               | 70    |       |
| 4. Dezember  | Charles Dow                         | US-amerikanischer Journalist, Wirtschaftswissenschaftler und Herausgeber des Wall Street Journal                       | 51    |       |
| 4. Dezember  | Lucas M. Miller                     | US-amerikanischer Politiker                                                                                            | 78    |       |
| 4. Dezember  | Carl Nicoladoni                     | österreichischer Chirurg                                                                                               | 55    |       |
| 4. Dezember  | Fjodor Ignatjewitsch Strawinski     | ukrainisch-russischer Opernsänger (Bass)                                                                               | 59    |       |
| 5. Dezember  | Benedikt Mayr                       | deutscher Opernsänger (Tenor) und Opernregisseur                                                                       | 67    |       |
| 5. Dezember  | Heinrich Quistorp                   | deutscher Kaufmann und Bankier                                                                                         | 66    |       |
| 5. Dezember  | Johannes Wislicenus                 | deutscher Chemiker | 67    |       |
| 6. Dezember  | Francis George Atkinson             | britischer Verwaltungsbeamter                                                                                          |       |       |
| 6. Dezember  | Alice Freeman Palmer                | US-amerikanische Erzieherin                                                                                            | 47    |       |
| 6. Dezember  | Louis Jordan                        | deutscher Landwirt und Politiker, MdR                                                                                  | 65    |       |
| 7. Dezember  | Joseph Chavanne                     | österreichischer Geograph, Meteorologe und Weltreisender                                                               | 56    |       |
| 7. Dezember  | Pierre-Paul Dehérain                | französischer Chemiker, Pflanzenphysiologe und Agronom                                                                 | 72    |       |
| 7. Dezember  | Thomas Nast                         | deutsch-amerikanischer Karikaturist                                                                                    | 62    |       |
| 7. Dezember  | Gustav Adolf Pfeiffer               | deutscher evangelischer Pfarrer, Gründer der Pfeifferschen Stiftungen in Magdeburg                                     | 65    |       |
| 7. Dezember  | Thomas Brackett Reed                | US-amerikanischer Politiker                                                                                            | 63    |       |
| 7. Dezember  | Heinrich Struck                     | deutscher Generalarzt                                                                                                  |       |       |
| 8. Dezember  | Gustav Eschborn                     | Jurist | 78    |       |
| 8. Dezember  | Paul Hautefeuille                   | französischer Mineraloge, Chemiker und Arzt                                                                            | 66    |       |
| 8. Dezember  | Eduard Linse                        | deutscher Architekt und Hochschullehrer                                                                                | 54    |       |
| 8. Dezember  | Simon Loschen                       | Architekt und Vertreter des neugotischen Baustils                                                                      | 84    |       |
| 8. Dezember  | Franz Obrien                        | deutscher Porträt- und Landschaftsmaler                                                                                | 87    |       |
| 8. Dezember  | Julius Popp                         | österreichischer Politiker (SDAP)                                                                                      | 53    |       |
| 8. Dezember  | Wilhelm von Schlieffen              | deutscher Majoratsherr, Forschungsreisender und Politiker, MdR                                                         | 73    |       |
| 8. Dezember  | Ernst Wulle                         | deutscher Unternehmer                                                                                                  | 70    |       |
| 8. Dezember  | Robert Morris Yardley               | US-amerikanischer Politiker                                                                                            | 52    |       |
| 9. Dezember  | Hermann Koch                        | deutscher Bankier | 88    |       |
| 9. Dezember  | Hermann Schöne                      | deutscher Schauspieler                                                                                                 | 66    |       |
| 10. Dezember | Gustav Hanau                        | deutscher Kaufmann und Bankier                                                                                         | 84    |       |
| 10. Dezember | Arthur Gundaccar von Suttner        | österreichischer Schriftsteller                                                                                        | 52    |       |
| 11. Dezember | Matthias Hohner                     | deutscher Musikinstrumentenbauer und Unternehmer                                                                       | 68    |       |
| 11. Dezember | Clemens Hosius                      | deutscher Richter, MdR                                                                                                 | 80    |       |
| 12. Dezember | Pawlo Hrabowskyj                    | ukrainischer Dichter, Essayist, Übersetzer, Publizist und politischer Aktivist                                         | 38    |       |
| 12. Dezember | Sano Tsunetami                      | japanischer Politiker, Begründer der japanischen Rot-Kreuz-Gesellschaft                                                | 79    |       |
| 12. Dezember | Max Spitta                          | deutscher Architekt und preußischer Baubeamter                                                                         | 60    |       |
| 13. Dezember | Rudolf Massini der Ältere           | Schweizer Humanmediziner, Professor der Inneren Medizin, Universitätsrektor und Oberfeldarzt der Armee                 | 57    |       |
| 14. Dezember | Julia Grant                         | US-amerikanische First Lady (1869–1877)                                                                                | 76    |       |
| 14. Dezember | Richard Teubner                     | deutscher Verwaltungsbeamter und -richter                                                                              | 56    |       |
| 15. Dezember | Charles H. Adams                    | US-amerikanischer Jurist und Politiker                                                                                 | 78    |       |
| 15. Dezember | Arturo Mélida y Alinari             | spanischer Architekt, Bildhauer und Maler                                                                              | 53    |       |
| 15. Dezember | Pierre-Marie Alexis Millardet       | französischer Mediziner und Botaniker                                                                                  | 64    |       |
| 15. Dezember | Peter Rickmers                      | deutscher Werftbesitzer, Reeder und Reiskaufmann                                                                       | 64    |       |
| 16. Dezember | Karl Wilhelm von Kupffer            | deutscher Anatom und Mitbegründer der modernen Embryologie                                                             | 73    |       |
| 16. Dezember | Julius Friedrich Pajeken            | deutscher Maschinenbauer                                                                                               | 59    |       |
| 16. Dezember | Josef Stern                         | deutscher Journalist, Redakteur der Frankfurter Zeitung, Mitglied des Preußischen Abgeordnetenhauses (XV. Wahlperiode) | 63    |       |
| 17. Dezember | Abram Fulkerson                     | US-amerikanischer Politiker                                                                                            | 68    |       |
| 17. Dezember | Otto Karl von Hüllessem-Meerscheidt | deutscher Rittergutsbesitzer und Politiker, MdR                                                                        | 71    |       |
| 17. Dezember | Karl Kneebusch                      | deutscher Lehrer und Autor von Wanderliteratur                                                                         | 53    |       |
| 18. Dezember | Carl Theodor Bandmann               | deutscher Kaufmann und Politiker, MdHB                                                                                 | 82    |       |
| 18. Dezember | Ernest Macdonald                    | kanadischer Politiker, 30. Bürgermeister von Toronto                                                                   |       |       |
| 18. Dezember | Bengt Nordenberg                    | schwedischer Genremaler der Düsseldorfer Schule                                                                        | 80    |       |
| 18. Dezember | Wager Swayne                        | amerikanischer Politiker und General                                                                                   | 68    |       |
| 18. Dezember | Anton Thraen                        | deutscher Astronom | 59    |       |
| 18. Dezember | Ernst Gottfried Vivié               | deutscher Bildhauer | 79    |       |
| 19. Dezember | Hugo Törmer                         | deutscher Historien- und Genremaler                                                                                    | 56    |       |
| 20. Dezember | Jakob Glaser                        | deutsch-schweizerischer Pädagoge                                                                                       | 88    |       |
| 20. Dezember | Theodor von Levetzow                | deutscher Marineoffizier                                                                                               | 59    |       |
| 21. Dezember | Johann Friedrich Iken               | deutscher Theologe und Kirchenhistoriker                                                                               | 65    |       |
| 21. Dezember | Oscar Rapin                         | Schweizer Mediziner | 55    |       |
| 21. Dezember | Paul Steiner                        | deutscher Verwaltungsbeamter                                                                                           | 42    |       |
| 22. Dezember | James S. Boynton                    | US-amerikanischer Politiker                                                                                            | 69    |       |
| 22. Dezember | Gertraut Chales de Beaulieu         | deutsche Schriftstellerin                                                                                              | 56    |       |
| 22. Dezember | Richard von Krafft-Ebing            | deutscher Psychiater und Gerichtsmediziner                                                                             | 62    |       |
| 22. Dezember | Dwight May Sabin                    | US-amerikanischer Politiker                                                                                            | 59    |       |
| 23. Dezember | Émile Nagant                        | belgischer Fabrikant und Waffenkonstrukteur                                                                            |       |       |
| 23. Dezember | Michael Eduard Surläuly             | Schweizer Komponist, Dirigent, Chorleiter und Musikdirektor                                                            | 58    |       |
| 23. Dezember | Frederick Temple                    | Erzbischof von Canterbury                                                                                              | 81    |       |
| 23. Dezember | Teunis Zaaijer                      | niederländischer Mediziner                                                                                             | 65    |       |
| 24. Dezember | Julius von Bernuth                  | deutscher Komponist und Dirigent                                                                                       | 72    |       |
| 24. Dezember | Konrad Nötel                        | deutscher Reichsgerichtsrat                                                                                            | 72    |       |
| 24. Dezember | Takayama Chogyū                     | japanischer Schriftsteller                                                                                             | 31    |       |
| 24. Dezember | Philipp Waibler                     | deutscher Hochschullehrer für Maschinenbau                                                                             | 78    |       |
| 25. Dezember | Feodor Jakowlewitsch Fortinski      | russischer Historiker, Mediävist, Professor und Universitätsrektor                                                     | 56    |       |
| 25. Dezember | Rudolf von Kanitz                   | preußischer Offizier, zuletzt mit dem Charakter eines Generalleutnants                                                 | 80    |       |
| 26. Dezember | Matthias Christian Rabbethge        | deutscher Zuckerrübenzüchter und Zuckerfabrikant                                                                       | 98    |       |
| 26. Dezember | Johann Peter Schäfer                | deutscher Pädagoge, Sozialreformer und Buchautor                                                                       | 89    |       |
| 27. Dezember | Otto Agricola                       | deutscher Beamter, Landrat und Reichstagsabgeordneter                                                                  | 73    |       |
| 27. Dezember | Friedrich Otto                      | deutscher Historiker                                                                                                   | 76    |       |
| 27. Dezember | Agathe Plitt                        | deutsche Pianistin, Klavierlehrerin und Komponistin                                                                    | ≈71   |       |
| 27. Dezember | Robert Weigl                        | österreichischer Bildhauer                                                                                             | 51    |       |
| 28. Dezember | Johann Georg Förster                | deutscher Orgelbauer                                                                                                   | 84    |       |
| 28. Dezember | Hans Dietrich von Holleuffer        | deutscher Regierungspräsident und Politiker, MdR                                                                       | 47    |       |
| 29. Dezember | Henry Lee Morey                     | US-amerikanischer Politiker                                                                                            | 61    |       |
| 29. Dezember | Moritz Momme Nissen                 | nordfriesischer Dichter und Sprachforscher                                                                             | 80    |       |
| 29. Dezember | Franz Ludwig Oehmig                 | deutscher Unternehmer und konservativer Politiker, MdL (Königreich Sachsen)                                            | 73    |       |
| 29. Dezember | Auguste Podesta                     | deutsche Opernsängerin                                                                                                 | 75    |       |
| 29. Dezember | Anselm Ricker                       | österreichischer Geistlicher, Benediktiner und Pastoraltheologe                                                        | 78    |       |
| 30. Dezember | Moritz Schad von Mittelbiberach     | württembergischer Landtagsabgeordneter                                                                                 | 81    |       |
| 31. Dezember | Carl Crämer                         | deutscher Politiker (DFP), MdR                                                                                         | 84    |       |
| 31. Dezember | Rudolph Franz                       | deutscher Physiker | 76    |       |
| 31. Dezember | Max von Landsberg-Velen             | deutscher Standesherr und Politiker (Zentrum), MdR                                                                     | 55    |       |
| 31. Dezember | Cándido López                       | argentinischer Maler                                                                                                   | 62    |       |
| 31. Dezember | August Niemann                      | deutscher Theaterschauspieler                                                                                          | 65    |       |
| 31. Dezember | Arwed Roßbach                       | deutscher Architekt | 58    |       |
| 31. Dezember | Max Schede                          | Chirurg | 58    |       |
|              | Marietta Stow                       | US-amerikanische Politikerin und Frauenrechtlerin                                                                      |       |       |